# Hubert Schnurr
Hubert Schnurr (* 11. Juli 1955 in Hundsbach) ist ein deutscher parteiloser Politiker. Seit 2012 ist er Oberbürgermeister von Bühl.

## Leben
Schnurr studierte nach dem Abitur am Technischen Gymnasium in Rastatt Architektur und Raumplanung an der Technischen Universität Kaiserslautern. 1981 legte er die Diplomprüfung ab. Als einen prägenden Professor an der Hochschule bezeichnet Schnurr Albert Speer junior, den Inhaber des Lehrstuhl für Stadt- und Regionalplanung, der den Studiengang Raum- und Umweltplanung in Kaiserslautern mit aufgebaut und wesentlich geprägt hat.
Schnurr absolvierte anschließend ein Baureferendariat in Baden-Württemberg und legte 1983 die Staatsprüfung als Regierungsbaumeister ab. Nach einer kurzen Tätigkeit in einem Büro wechselte Schnurr in die Bauverwaltung des Landratsamtes Rastatt und dann ins Regierungspräsidium Karlsruhe. Anschließend war Schnurr Abteilungsleiter und Baudirektor im Planungsamt der Stadt Karlsruhe.
1993 wechselte Schnurr als Bauamtsleiter nach Bühl. 1997 wählte ihn der Gemeinderat zum Ersten Beigeordneten und Baubürgermeister.
Schnurr ist seit 2009 Mitglied des Kreistages des Landkreises Rastatt. Er kandidierte auf der Liste der Freien Wähler. Für die Freien Wähler hat er ebenfalls ein Mandat in der Verbandsversammlung Mittlerer Oberrhein und war zeitweilig Fraktionssprecher.
Schnurr wurde am 2. Oktober 2011 mit 56,9 Prozent der Stimmen als Nachfolger von Hans Striebel zum Oberbürgermeister von Bühl gewählt. Sein wichtigster Gegenkandidat war Jörg Feldmann (CDU), der Präsident der Polizeihochschule in Hamburg. Schnurr trat sein Amt am 1. Januar 2012 an. Am 13. Oktober 2019 wurde er mit 92,3 Prozent der Stimmen für eine zweite Amtszeit wiedergewählt. Ende September 2025 legt er sein Amt nieder.

## Privates
Schnurr ist verheiratet und hat zwei Töchter. Er wohnt im Bühler Stadtteil Altschweier.